# 中华人民共和国公共文化服务保障法
《中华人民共和国公共文化服务保障法》是一部中华人民共和国法律，该法律于2016年12月25日在第十二届全国人民代表大会常务委员会通过，并于2017年3月1日起施行。

## 立法缘由
《中华人民共和国公共文化服务保障法》的第一条是“为了加强公共文化服务体系建设，丰富人民群众精神文化生活，传承中华优秀传统文化，弘扬社会主义核心价值观，增强文化自信，促进中国特色社会主义文化繁荣发展，提高全民族文明素质，制定本法。”

## 实施
《中华人民共和国公共文化服务保障法》的最后一条是“本法自2017年3月1日起施行。”